# アルタタマ2世
アルタタマ2世（Artatama II）は、古代メソポタミア、ミタンニの王。

## 略歴
アルタタマとはサンスクリットでṚta-dhaman 「住処はṚtaである」の意。
アルタタマ2世は、ミタンニのトゥシュラッタから王位を簒奪した。アルタタマ2世はトゥシュラッタの兄弟か、王家の対立する一族に属していた可能性がある。
ヒッタイトの王シュッピルリウマ1世は、ミタンニへの侵攻後、アルタタマ2世と条約を結んだ。アルタタマ2世の息子であるシュッタルナ3世が、彼の後にミタンニを支配した。